# IC 276
IC 276 — галактика типу S0 (спіральна галактика) у сузір'ї Ерідан.
Цей об'єкт міститься в оригінальній редакції індексного каталогу.